# 이와무라정
이와무라정(일본어: 岩村町)은 일본 기후현 에나군에 설치되었던 정이다. 2004년 10월 25일에 주변 시정촌과의 합병에 의해 에나시가 되어 자치단체로서는 폐지되었다. 에나 시의 마을 이름으로 이와무라정이 존재한다.

## 지리
기후 현 남동단부에 위치한 에나 시의 일부 지구이다.아이치현·나가노현과도 가깝고, 미노미카와 고원에 포함되어 있어 평균 해발 고도는 약 500m.여름은 시원하지만 겨울은 건조하고 추위가 심하다.정역은 산으로 둘러싸인 분지를 이루며 면적의 65%는 산림이다.

## 역사
- 1889년 - 정촌제 시행으로 에나군 이와무라촌, 이와하마촌, 도미타촌이 성립하였다.
- 1954년 9월 10일 - 이와무라정이 혼고촌을 편입하였다.
- 2004년 10월 25일 - (구) 에나시, 에나군 이와무라정, 야마오카촌, 아케치정, 구시하라촌, 가미야하기정의 1시 4정 1촌이 합병해 <신> 에나시가 성립하였다.

## 교통

### 철도
- 아케치 철도 아케치 선

또한, 1906년 - 1935년까지 이와무라 전기철도도 존재했었다.

### 도로
- 주오 자동차도
- 국도 제257호선
- 국도 제363호선
- 국도 제418호선

## 참고 문헌
- 角川日本地名大辞典編纂委員会,『角川日本地名大辞典 21 岐阜県』1980, 角川書店